# Спарагмос

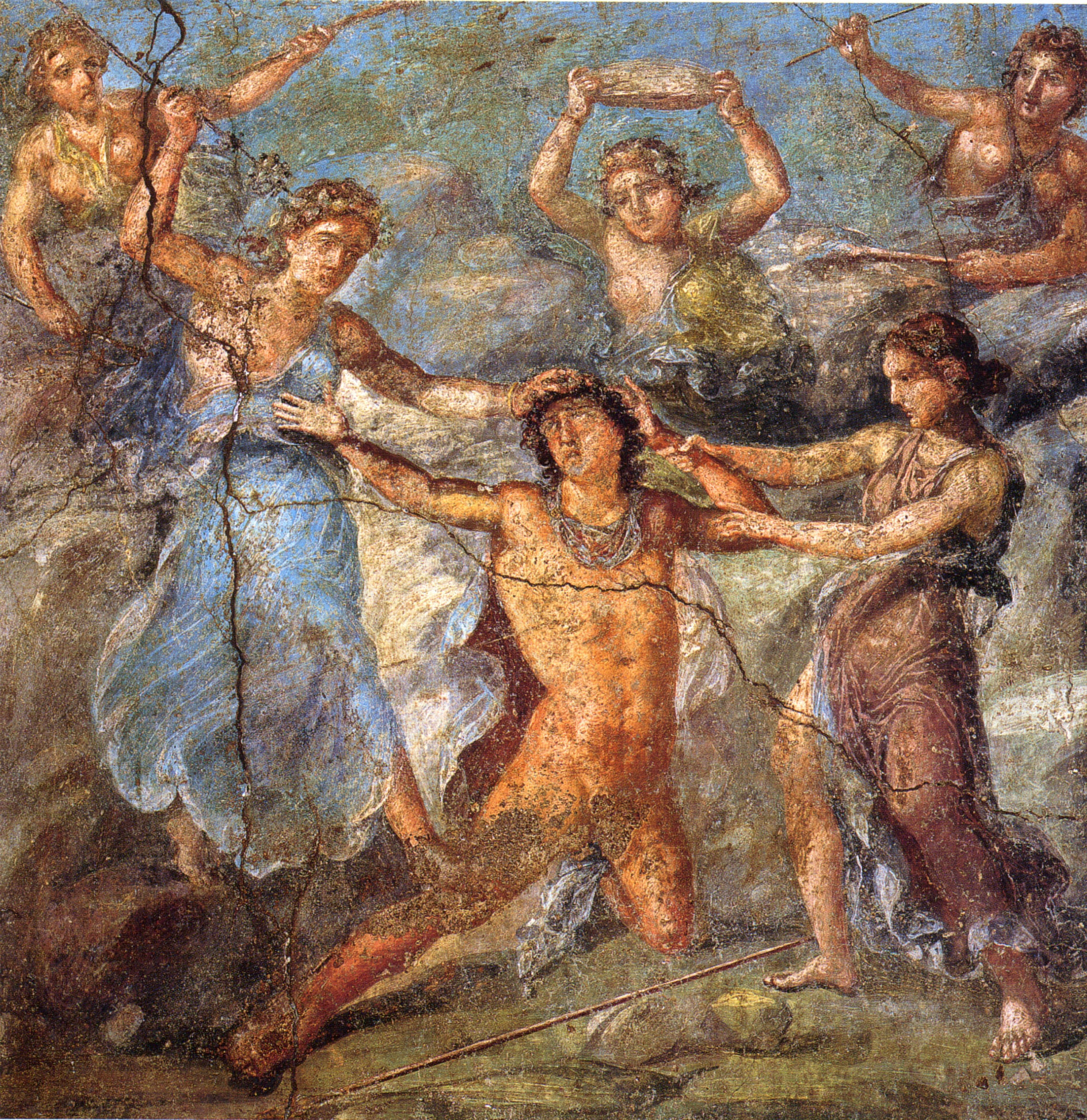
Менады нападают на Пенфея (роспись на римской стене в доме Веттиев, Помпеи)

Спарагмос (др.-греч. σπαραγμός, от σπαράσσω sparasso, «рвать, раздирать, разрывать на кусочки») — это акт разрывания, обычно употребляемый в контексте Диониса.
В дионисийских ритуалах, представленных в мифах и литературе, живое существо, иногда даже человек, приносится в жертву посредством расчленения. После спарагмоса часто следует омофагия (поедание сырой плоти одного из расчленённых животных. Спарагмос ассоциируется, прежде всего, с менадами (вакханками), следующими за Дионисом, и с дионисийскими мистериями. Однако исторических свидетельств того, что последовательницы культа Диониса действительно разрывали животных и поедали сырое мясо, довольно-таки мало.
Примеры спарагмоса можно увидеть в пьесе Еврипида «Вакханки». В одной из сцен стража, отправленная контролировать менад, становится свидетелями разрывания вакханками живого быка с помощью одних лишь рук. Позднее, когда царь Пенфей запретил поклонение Дионису, бог заманивает его в лес, чтобы его разорвали менады, включая его собственную мать Агаву. Согласно некоторым мифам, Орфей, считающийся пророком в орфизме и вакхизме, погиб, будучи расчленённым разъярёнными фракийскими женщинами.

## Медея
Как считается, Медея убила и расчленила своего брата во время бегства с Ясоном и украденным золотым руном, чтобы задержать своих преследователей, вынужденных собирать останки. Итальянский режиссёр Пьер Паоло Пазолини снял длинную сцену с ритуалом спарагмоса в начале своего фильма Медея (1969), добавляя драматизма к следующему эпизоду, в котором Медея подобным образом убьёт собственного брата.

## Современная литература и теории
Интерпретируя ритуал спарагмоса через призму фрейдовского Эдипова комплекса, Кетрин Максуелл определяет спарагмос как форму кастрации, особенно в случае с Орфеем.
В современной литературе спарагмос встречается в пьесе Теннесси Уильямс «Внезапно, прошлым летом»..
Спарагмос также кратко упоминается в «Тайной истории» Донны Тартт.
Спарагмос — это главная тема в романе Лиакоса Димитриса «Первая смерть», где рассказывается о муках изувеченного главного героя, застрявшего на острове. В книге рассказывается о расчленении Диониса, а также о древнегреческих ритуалах и практиках.